# Мил Крик (Илиноис)
Мил Крик (енгл. Mill Creek) град је у америчкој савезној држави Илиноис.

## Демографија
По попису из 2010. године број становника је 65, што је 11 (-14,5%) становника мање него 2000. године.
| Група             | 2000.       | 2010.      |
| Белци             | 76 (100,0%) | 61 (93,8%) |
| Афроамериканци    | 0 (0,0%)    | 0 (0,0%)   |
| Азијати           | 0 (0,0%)    | 1 (1,5%)   |
| Хиспаноамериканци | 0 (0,0%)    | 0 (0,0%)   |
| Укупно            | 76          | 65         |